# Jan-Niklaas Devillé
Jean Nicolas (Jan-Niklaas) Devillé (Essenbeek, 25 maart 1888 - Etterbeek, 6 januari 1965) was een Belgisch lokaal politicus voor de CVP, alsook de bezieler van het Jan Niklaaskoor.

## Levensloop
Hij werd geboren als zoon van Jean-Baptiste Devillé en Catherine Janssens, en trouwde met Louisa De Schrijver.
Als jonge organist nam hij in 1910 de leiding over van het parochiekoor van Essenbeek. Hieruit zou later het Jan Niklaaskoor groeien.
Tijdens de bezetting in de Tweede Wereldoorlog was hij uitgever van het sluikblad De Vrijschutter.
In zijn capaciteit als door de bezetter afgezette schepen van Halle, werd hem door de plaatselijke afdeling van de Belgische Nationale Beweging de door hen uit het Halse stadhuis ontvreemdde bevolkingsregisters toevertrouwd, om de jacht op werkweigeraars te bemoeilijken. Na de bevrijding werden deze feestelijk teruggebracht naar het stadhuis.
Van 1947 tot 1964 was hij burgemeester van Halle.